# Loveless
„Loveless“ е вторият студиен албум на ирландската рок група „My Bloody Valentine“.
Издаден е на 4 ноември 1991 г. в Обединеното кралство от „Creation Records“ и в Съединените щати от „Сайър Рекърдс“. Албумът е записан между юли 1989 и февруари 1991 г. Групата обикаля през деветнадесет различни студия по време на дългия запис на албума, като разходите му, според слухове достигат 250 000 британски лири.
Предшестван от EP-тата „Glider“ (1990) и „Tremolo“ (1991), „Loveless“ достига номер 24 в „UK Albums Chart“, и получава широко обществено одобрение от критиците за неговите звукови иновации и Шийлдс за неговото „виртуално преоткриване на китарата“. Въпреки това, след издаването му, собственикът на „Creation Records“ – Алън Макгий премахва групата от лейбъла, тъй като намира Шийлдс твърде труден за работа, фактор, за който се твърди, че е допринесъл за евентуалния фалит на „Creation“. „My Bloody Valentine“ се мъчили да запишат нов албум и се разпадат през 1997 г., правейки „Loveless“ последния им албум, преди „MBV“ през 2013.
От пускането си на пазара, „Loveless“ е широко цитиран от критиците като един от най-големите албуми на 90-те години, забележителна работа на шугейзинг поджанра и като значително влияние върху различни последващи артисти. През 2012 г. той е преиздаден и достига своя връх на няколко международни класации. През 2013 г. Loveless е сертифициран със сребро от Британската фонографска индустрия.